# Bernat de Berriac
Bernat de Berriac (Rosselló, vers 1270 - Barcelona, 1348), metge dels reis de Mallorca i traductor en català, de família originària de Berriac.